# 浅井忠
浅井 忠（あさい ちゅう、1856年7月22日（安政3年6月21日） - 1907年（明治40年）12月16日）は、明治期の洋画家、教育者。号は黙語（もくご）。

## 生涯
江戸の佐倉藩中屋敷に藩士・浅井常明の長男として生まれる。少年時代は現在の佐倉市将門町で1863年から1872年までを過ごし佐倉藩の藩校・成徳書院（現在の千葉県立佐倉高等学校の前身。父・常明は、この成徳書院の校長をしていたこともある）で四書五経などの儒教や武芸を学ぶかたわら、13歳の頃から佐倉藩の南画家・黒沼槐山に花鳥画を学び、「槐庭」（かいてい）の号を与えられ、この頃から才能の一端を現した。
1873年に上京。はじめは英語の塾で学んでいたが、1875年に彰技堂で国沢新九郎の指導のもと油絵を学び、1876年に工部大学校(現在の東京大学工学部)附属の工部美術学校に入学、西洋画を学び特にアントニオ・フォンタネージの薫陶を受けた。フォンタネージの帰国後、後任教師フェレッチの指導に飽き足らず、1878年11月に小山正太郎や松岡寿ら同士11人とともに退学し、十一会を結成。卒業後は、新聞画家としての中国派遣などを経て、1889年には忠が中心になって明治美術会を設立した。1894年、日清戦争に従軍。1895年、京都で開催された第4回内国勧業博覧会に出品して妙技二等賞受賞。1898年に東京美術学校（現在の東京芸術大学）の教授となる。その後、1900年からフランスへ西洋画のために留学した。
1902年に帰国後、京都高等工芸学校（現在の京都工芸繊維大学）教授・教頭となり、個人的にも、1903年に聖護院洋画研究所（1906年に関西美術院）を開いて後進の育成にも努力した。安井曽太郎、梅原龍三郎、石井柏亭、津田青楓、向井寛三郎を輩出しており、画家としてだけではなく教育者としても優れた人物であった。また、正岡子規にも西洋画を教えており、夏目漱石の小説『三四郎』の中に登場する深見画伯のモデルとも言われる。
『吾輩ハ猫デアル』の単行本の挿画を他の2人とともに描いている。
1907年12月16日、リウマチにより入院中の東京大学病院において心臓麻痺のため死去。墓地は京都の金地院。

## 代表作品
- 「春畝」（東京国立博物館蔵・重要文化財指定[6]）
- 「収穫」（東京芸術大学蔵[7]・重要文化財指定）
- 「グレーの秋」（東京国立博物館蔵）
- 「グレーの洗濯場」
- 「雲」
- 「農家（日傘のある風景）」
- 「八瀬の秋」
- 「漁婦」
- 「藁屋根」（千葉県立美術館蔵[8]）
- 「農夫とカラス」
- 「フォンテンブローの森」
- 「桜」
- 「裸婦座像」
- 「八王子付近の街」（愛知県美術館蔵）
- 「武士山狩図」（京都工芸繊維大学美術工芸資料館蔵）

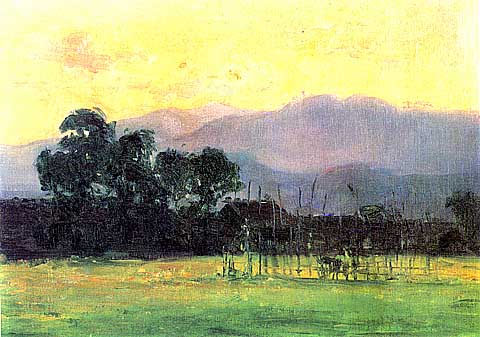
朝日
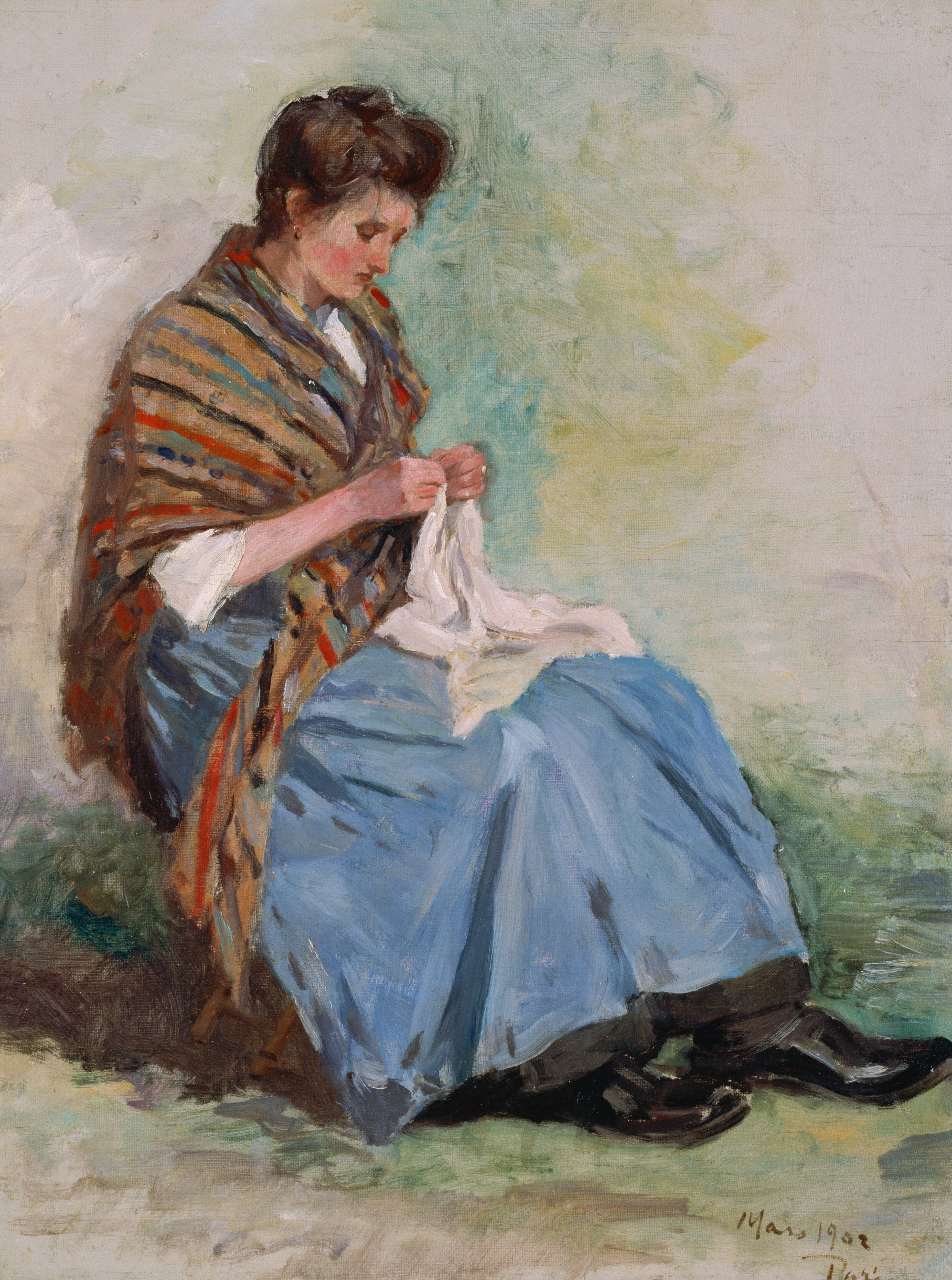
縫物
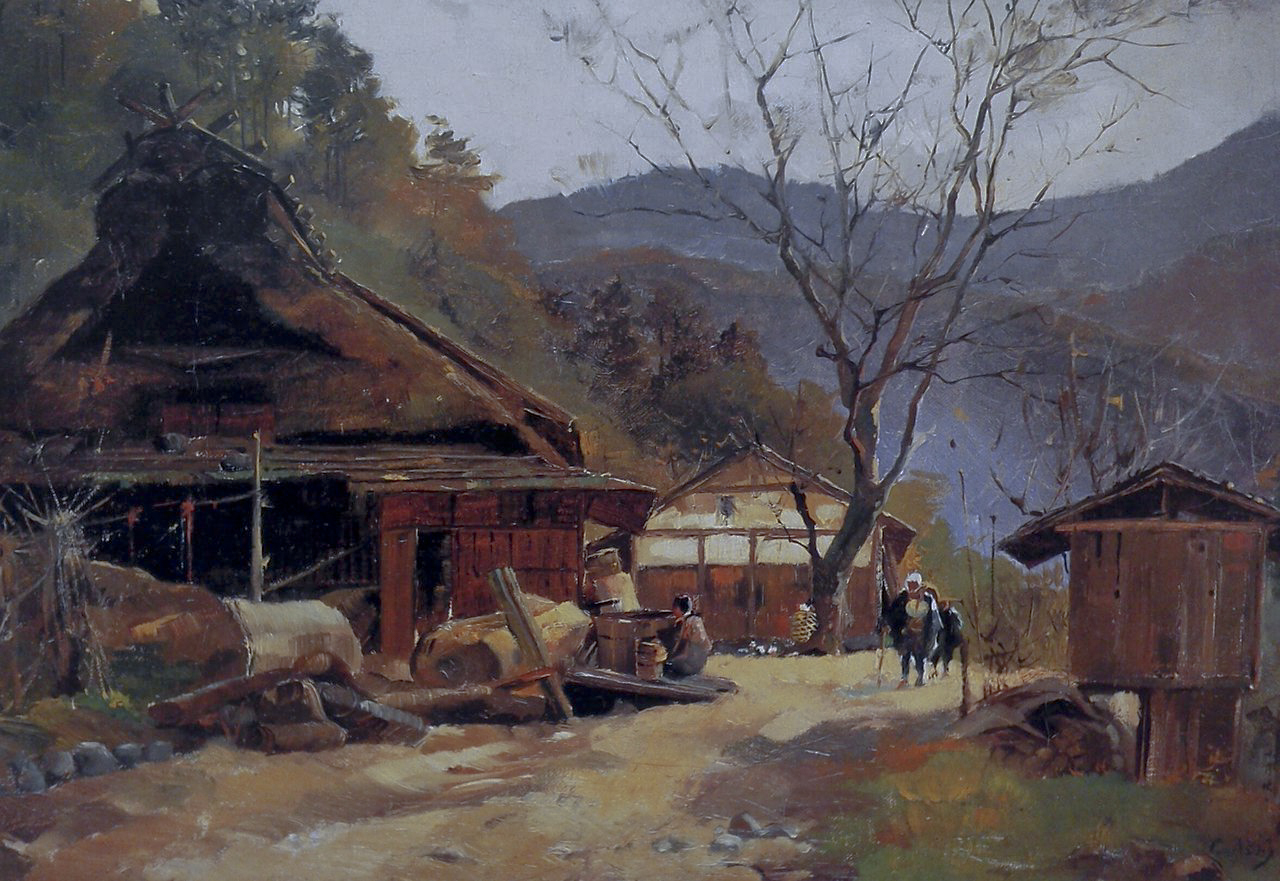
小丹波村
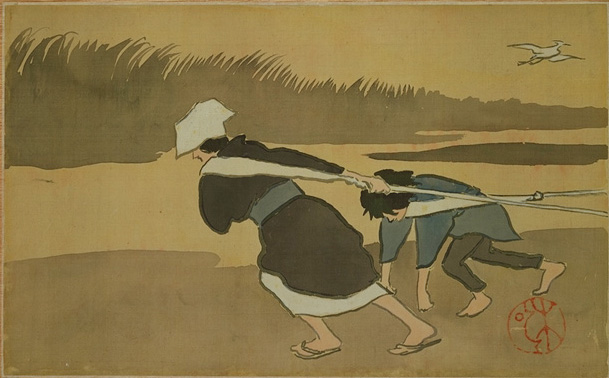
曵舟
春畝

## 関連文献
- 「浅井忠　新潮日本美術文庫 第26巻」新潮社。ISBN 4106015463
- 「浅井忠画集」京都新聞社、1986
- 「浅井忠全作品集」求龍堂（東京美術倶楽部監修）、2016